# Semnalul lui Lorelei
„Semnalul lui Lorelei” (titlu original: „The Lorelei Signal”) este al 4-lea episod din primul sezon al serialului TV american științifico-fantastic Star Trek: Seria animată. A avut premiera la 29 septembrie  1973 pe canalul NBC.
Episodul a fost regizat de Hal Sutherland după un scenariu de Margaret Armen.

## Prezentare
Investigând un sector din spațiul cosmic în care nave spațiale au dispărut la fiecare 27 de ani, Enterprise găsește o rasă de femei frumoase care trăiesc pe planeta Taurus II.
Între timp semnalele din sistemul Taurus încep să afecteze echipajul de sex masculin, provocându-le halucinații. Căpitanul Kirk, Spock, doctorul McCoy și locotenentul Carver se teleportează lângă sursa semnalelor.
Dar, după sosirea lor pe planetă, sunt luați prizonieri de femeile de pe Taurus II. Echipa care s-a teleportat începe să îmbătrânească rapid, ca urmare a unor benzi pe care sunt obligați să le poarte.
La bordul lui Enterprise, Uhura a preluat comanda din cauza comportamentului irațional al lui Scotty. Uhura organizează o echipă de femei cu scopul de a salva bărbații de pe planetă.